# 6613 Williamcarl
6613 Williamcarl è un asteroide della fascia principale del diametro medio di circa 22,24 km. Scoperto nel 1994, presenta un'orbita caratterizzata da un semiasse maggiore pari a 3,1563067 UA e da un'eccentricità di 0,1753174, inclinata di 25,48835° rispetto all'eclittica.
È dedicato a William Carl Hergenrother, padre dello scopritore.